# Plumularia hargitti
Plumularia hargitti är en nässeldjursart som beskrevs av Nutting 1927. Plumularia hargitti ingår i släktet Plumularia och familjen Plumulariidae. Inga underarter finns listade i Catalogue of Life.